# Günther Wedekind
Günther Wedekind (* 15. Juli 1929 in Barbis, Niedersachsen) ist ein deutscher Kameramann.

## Leben
Günther Wedekind hat als junger Kameramann seine berufliche Karriere in den frühen Anfangsjahren des Fernsehens begonnen. Von 1954 bis 1959 arbeitete er für den kanadischen lokalen Fernsehsender CKCO in Kitchener, Ontario. Dann kehrte er nach Deutschland zurück und wurde Erster Kameramann bei Radio Bremen. Zahlreiche Studioproduktionen, Fernsehdokumentationen und Fernsehspiele hat Günther Wedekind als Kameramann gestaltet. Dazu zählen beispielsweise der Beat-Club, die Rudi-Carrell-Show, Am laufenden Band, Rudis Tagesshow, Loriot Cartoon oder die Reisedokumentation Hardys Bordbuch mit Hardy Krüger und Dieter Seelmann und einige Folgen der Radio Bremen Serien Frauengeschichten und Höchstpersönlich.
Mit seinem engen Freund, dem Regisseur Karl Fruchtmann, drehte er 1969 Kaddisch nach einem Lebenden. Bis 1992 folgten über 20 weitere Fernsehspiele, auch mit den Regisseuren Peter Zadek, Wolfgang Petersen und Rainer Wolffhardt.
1983 verstarb seine Ehefrau Marlies. Seit 2008 ist er mit der Psychologin und Fernsehjournalistin Heide Nullmeyer verheiratet. Gemeinsam mit seinem Sohn Ronald gestalteten sie die Filme Dem Traum des Lebens auf der Spur (Traumforschung nach Ortrud Grön) und Geht doch! (Biografische Antworten auf Fragen des Lebens von Annelie Keil)

## Filmografie (Auswahl)
- 1961: Moonys Kindchen
- 1961: Anruf am Abend – Regie: Günter Siebert
- 1961: Vier Mal Tee
- 1962: Hardys Bordbuch – „Flug nach Tanganyika“, „Die Tierfänger“
- 1962: Das Jubiläum – Regie: Peter Zadek
- 1963: Hardys Bordbuch – „Wochenlohn in Diamanten“, „Irgendwo am Rio Xingu“
- 1963: Männer am Sonntag – Regie: Karl Fruchtmann
- 1964: Der Spaßvogel – Regie: Peter Zadek
- 1965: Späte Liebe – Regie: Karl Fruchtmann
- 1966: Erinnerung an zwei Montage – Regie: Karl Fruchtmann
- 1967: Biedermann und die Brandstifter – Regie: Rainer Wolffhardt
- 1967: Philadelphia, ich bin da – Regie: Karl Fruchtmann
- 1969: Kaddisch nach einem Lebenden – Regie: Karl Fruchtmann
- 1969: Spaßmacher – Regie: Karl Fruchtmann
- 1969: Gläubiger – Regie: Klaus Bertram, Leonard Steckel
- 1970: Plötzlich – Regie: Karl Fruchtmann
- 1972: Anna und Totò – Regie: Wolfgang Petersen
- 1973: Alfie – Regie: Karl Fruchtmann
- 1974: Krankensaal 6 – Regie: Karl Fruchtmann
- 1977: Am laufenden Band – mit Rudi Carrell
- 1978: Gesche Gottfried – Regie: Karl Fruchtmann
- 1981: Zeugen – Aussagen zum Mord an einem Volk – Regie: Karl Fruchtmann
- 1981: Frauengeschichten – Marika Rökk – Regie: Heide Nullmeyer
- 1981: Rudis Tagesshow
- 1985: Frauengeschichten – Hildegard Hamm-Brücher – Regie: Heide Nullmeyer
- 1986: Mademoiselle Fifi – Regie: Karl Fruchtmann
- 1987: Ein einfacher Mensch – Regie: Karl Fruchtmann, Grimme-Preis in Gold
- 1992: Der Affe Gottes – Regie: Karl Fruchtmann
- 2007: Dem Taum des Lebens auf der Spur – Regie: Heide Nullmeyer
- 2013: Geht doch! – Regie: Heide Nullmeyer, R. Wedekind